# Брентвуд (Нью-Гэмпшир)
Брентвуд (англ. Brentwood) — американский город в округе Рокингхем, штат Нью-Гэмпшир.
Племя абенаков, называемое пеннакук (англ. Pennacook), исторически проживало на территории  Брентвуда. 
Когда туда пришли английские переселенцы, через город проходили две основные пешеходные тропы, одна вдоль реки Эксетер, где были найдены наконечники стрел и другие каменные и деревянные артефакты.
Первые постоянные поселенцы прибыли в 1652 году, чтобы открыть лесопилку, работающую от водопада на данной реке.
В 1960 годах было создано Историческое объдинение города, в котором размещались  почтовое отделение, городская библиотека. В 2022 году здание музея было внесено в Реестр исторических мест Нью-Гэмпшира.

## История
Город когда-то был частью  Эксетера, известного как округ Брентвуд (или Бринтвуд). Он был назван в честь Брентвуда, называвшегося «Сгоревший лес», где в 1177 году король Генрих II дал разрешение на вырубку, сжигание и возделывание 160 000 КВ м королевского леса.
Начиная с 1738 года жители юго-западной части Эксетера, ныне Брентвуда и Фримонта, подали прошение о выселении, но получили отказ. Они сослались на трудности с доступом в церковь, молитвенный дом Эксетера, где еженедельное посещение было обязательным, и на требование платить налоги городу.
Восемнадцать человек выразили свое несогласие, заявив, что даже предложенный новое поселение потребует поездки более чем на две мили до нового молитвенного дома.
26 июня 1742 года колониальный губернатор Беннинг Вентворт выделил город в отдельную от Эксетера дифиницию.
Молитвенный дом планировался на западной стороне оврага, но жители к югу от реки Эксетер говорили, что весной и осенью до него трудно добраться. Некоторое время служба проводилась на временных площадках, к северу и югу от реки.
Жители ходатайствовали о проведении разделительной линии между северной и южной границами. В 1744 году губернатор Вентворт выдал право на основание нового города под названием «Приход Кинборо», названного в честь его друга, сэра Бенджамина Кина 
(англ. Benjamin Keene)(1697—1757).
Брентвуд продолжал облагать налогом жителей, так один человек был заключен в тюрьму за неуплату, и Генеральная ассамблея назвала действия Вентворта «узурпацией».
Преподобный Натаниэль Траск пытался примирить фракции, и поселение Кинборо воссоединился с Брентвудом в 1750 году. Жители Запада снова подали прошение о разделении в 1757 и 1763 годах. В 1764 году Брентвуд действительно разделился, и западная половина назвала себя «Поплин» (ныне Фримонт).
После смерти преподобного Траска в 1789 году конгрегационалисты жаловались на упадок религии и морали, алкоголизм. Несмотря на это в 1792 году город получил лицензию на свой первый «драмовый магазин», а за одиннадцать лет ещё 28 подобных.

## Демография
По данным переписи 2010 года в городе проживало 4 486 человек, при  1 319 домашних хозяйств и 1 087 семей. Плотность населения составляла 267,0 человек на квадратную милю (103,4 человека на квадратный километр). Было 1350 единиц жилья со средней плотностью 80,4 на квадратную милю (31,1/км²). Расовый состав населения: белые на 96,3%, афроамериканцы на 0,7% , коренные американцы на 0,1% , азиаты на 1,0 %, жители островов Тихого океана на 0,1%, представители другой расы на 0,5% и представители двух или более рас на 1,3%. Латиноамериканцы или латиноамериканцы любой расы составляли 1,5% населения.
Насчитывалось 1319 домохозяйств, из которых в 46,2% проживали дети в возрасте до 18 лет, 71,6% возглавляли совместно проживающие супружеские пары, в 7,1% проживали женщины без мужчин, а 17,6% расстались и не жили вместе. 14,0% всех домохозяйств состояли из индивидуальных лиц, а 5,9% — одиноких людей в возрасте 65 лет и старше. Средний размер домохозяйства составлял 3,02 человека, а средний размер семьи — 3,33 человека.
В городе население было рассредоточено: 26,6% в возрасте до 18 лет, 7,2% от 18 до 24 лет, 24,0% от 25 до 44 лет, 28,8% от 45 до 64 лет и 13,4% в возрасте 65 лет или старше. старшая. Средний возраст составил 41,1 года. На каждые 100 женщин приходилось 106,1 мужчин. На каждые 100 женщин в возрасте 18 лет и старше приходилось 106,6 мужчин. [24]
В период 2007–2011 годов расчетный средний годовой доход семьи в городе составлял 110 250 долларов, а средний доход семьи - 111 650 долларов. Средний доход мужчин, работающих полный рабочий день, составлял 69 565 долларов против 55 000 долларов у женщин. Доход на душу населения в городе составлял 37 385 долларов. Около 1,0% семей и 2,2% населения находились за чертой бедности , в том числе 3,2% лиц моложе 18 лет и 0,4% лиц в возрасте 65 лет и старше.